# Благовещенский (Калачеевский район)
Благове́щенский — хутор в Калачеевском районе Воронежской области.
Входит в состав Манинского сельского поселения.

## История
Хутор основан в 1810 году крепостными крестьянами-малороссами помещика действительного статского советника Лисаневича Василия Ивановича.

## Население
| 1859 | 2010 |
| ---- | ---- |
| 334  | ↘39  |

## Улицы
На хуторе имеется одна улица — Светочева.

## Известные уроженцы
- Светочев, Георгий Георгиевич (1922—1943) — советский военнослужащий, лейтенант, Герой Советского Союза.